# Новотроїцьк (Читинський район)
Новотро́їцьк (рос. Новотроицк) — село у складі Читинського району Забайкальського краю, Росія. Адміністративний центр Новотроїцького сільського поселення.

## Населення
Населення — 779 осіб (2010; 745 у 2002).
Національний склад (станом на 2002 рік):
- росіяни — 96 %